# Chloropsis hardwickii
El verdín de Hardwicke (Chloropsis hardwickii) es una especie de ave paseriforme de la familia Chloropseidae propia del sureste asiático y el Himalaya.

## Subespecies
- Chloropsis hardwickii hardwickii
- Chloropsis hardwickii lazulina
- Chloropsis hardwickii malayana
- Chloropsis hardwickii melliana

## Distribución
Es una especie que se encuentra en el norte de India, el sur de China, Tailandia, Birmania, Tailandia, Laos, Malasia y Vietnam.